# Tharra solomonensis
Tharra solomonensis är en insektsart som beskrevs av Nielson 1975. Tharra solomonensis ingår i släktet Tharra och familjen dvärgstritar. Inga underarter finns listade i Catalogue of Life.